# Faymoreau
Faymoreau é uma comuna francesa na região administrativa da Pays de la Loire, no departamento de Vendéia. Estende-se por uma área de 10,99 km². Em 2010 a comuna tinha 204 habitantes (densidade: 18,6 hab./km²).